# Andorra op de Middellandse Zeespelen
Andorra is een van de landen die deelnemen aan de Middellandse Zeespelen.

## Overzicht
Om te kunnen deelnemen aan de Middellandse Zeespelen dient men lid te zijn van het Internationaal Comité van de Middellandse Zeespelen. Hoewel Andorra nog geen lid was, werd het in 2001 uitgenodigd om deel te nemen aan de Middellandse Zeespelen als observerend lid. In Tunis trad Andorra aan met negen atleten: vijf mannen en vier vrouwen. Een medaille wist de delegatie niet te winnen. Na in 2005 thuis te zijn gebleven, keerden de sporters van Andorra terug op de Middellandse Zeespelen 2009 in het Italiaanse Pescara. Met 48 atleten was de Andorrese delegatie in Tarragona in 2018 de grootste delegatie tot nu toe.
De sporters uit Andorra wisten tot op heden nog geen enkele medaille te winnen op de Middellandse Zeespelen.

## Medaillespiegel
| Editie                    | Goud          | Zilver        | Brons         | Totaal        | Rang          |
| Alexandrië 1951           | Geen deelname | Geen deelname | Geen deelname | Geen deelname | Geen deelname |
| Barcelona 1955            | Geen deelname | Geen deelname | Geen deelname | Geen deelname | Geen deelname |
| Beiroet 1959              | Geen deelname | Geen deelname | Geen deelname | Geen deelname | Geen deelname |
| Napels 1963               | Geen deelname | Geen deelname | Geen deelname | Geen deelname | Geen deelname |
| Tunis 1967                | Geen deelname | Geen deelname | Geen deelname | Geen deelname | Geen deelname |
| İzmir 1971                | Geen deelname | Geen deelname | Geen deelname | Geen deelname | Geen deelname |
| Algiers 1975              | Geen deelname | Geen deelname | Geen deelname | Geen deelname | Geen deelname |
| Split 1979                | Geen deelname | Geen deelname | Geen deelname | Geen deelname | Geen deelname |
| Casablanca 1983           | Geen deelname | Geen deelname | Geen deelname | Geen deelname | Geen deelname |
| Latakia 1987              | Geen deelname | Geen deelname | Geen deelname | Geen deelname | Geen deelname |
| Athene 1991               | Geen deelname | Geen deelname | Geen deelname | Geen deelname | Geen deelname |
| Languedoc-Roussillon 1993 | Geen deelname | Geen deelname | Geen deelname | Geen deelname | Geen deelname |
| Bari 1997                 | Geen deelname | Geen deelname | Geen deelname | Geen deelname | Geen deelname |
| Tunis 2001                | 0             | 0             | 0             | 0             | -             |
| Almería 2005              | Geen deelname | Geen deelname | Geen deelname | Geen deelname | Geen deelname |
| Pescara 2009              | 0             | 0             | 0             | 0             | -             |
| Mersin 2013               | 0             | 0             | 0             | 0             | -             |
| Tarragona 2018            | 0             | 0             | 0             | 0             | -             |
| Oran 2022                 | 0             | 0             | 0             | 0             | -             |
| Totaal                    | 0             | 0             | 0             | 0             | -             |

Albanië · Algerije · Andorra · Bosnië en Herzegovina · Cyprus · Egypte · Frankrijk · Griekenland · Italië · Joegoslavië · Jordanië · Kosovo · Kroatië · Libanon · Libië · Malta · Marokko · Monaco · Montenegro · Noord-Macedonië · Portugal · San Marino · Servië · Servië en Montenegro · Slovenië · Spanje · Syrië · Tunesië · Turkije · Verenigde Arabische Republiek